# أندرو رين
أندرو رين (بالإنجليزية: Andrew Rein) هو مصارع رياضي أمريكي، ولد في 11 مارس 1958 في ستوتون في الولايات المتحدة.

## وصلات خارجية
- أندرو رين على موقع قاعدة بيانات المصارعة الدولية (الإنجليزية)
- أندرو رين على موقع أوليمبيديا (الإنجليزية)